# Télécom et management SudParis
 (décembre 2022).
Pour les articles homonymes, voir INT.
Ne doit pas être confondu avec Télécom ParisTech.
Institut national des télécommunications (INT) est l'ancienne appellation du campus d'Évry de l'Institut Mines-Télécom commun aux deux grandes écoles : Télécom SudParis, école d'ingénieurs, et Institut Mines-Télécom Business School (IMT-BS), l'école de management de l'Institut Mines-Télécom. L'appellation INT n'a plus lieu d'être depuis le décret n° 2012-279 du 28 février 2012 relatif à l'Institut Mines-Télécom (IMT).
Basé à Évry dans le département de l'Essonne, le campus est issu de l'ancien Institut national des télécommunications (INT), dont l'appellation disparut en 2009 dans le cadre de la nouvelle stratégie de marques de l'Institut Mines-Télécom.
Télécom SudParis et IMT-BS font partie, avec Télécom ParisTech et IMT Atlantique, des quatre écoles internes de l'Institut Mines-Télécom, établissement public sous la tutelle du ministère de l'Économie, des Finances et de l'Industrie, auquel sont également affiliés Télécom Lille 1 et l'Institut Eurécom à Sophia-Antipolis. 
En parallèle de leurs activités de formation initiale, Télécom SudParis et Institut Mines-Télécom Business School disposent également sur leur campus commun d'un centre de création d'entreprises (l'incubateur), un département de formation continue et de laboratoires de recherche en sciences de l'ingénieur, sciences de gestion, sciences économiques et sciences sociales.

## Histoire

Ancien logo.

Depuis 1977, existait sur les mêmes lieux l’Institut national des cadres techniques, centre de formation continue des cadres de la direction générale des Télécommunications.
En 1979, est créé l’Institut national des télécommunications (INT).
En 1988, une réorganisation de l’INT crée une école d’ingénieur (Télécom INT) et une école de gestion (INT Management).
En 1996, le Groupe des écoles des télécommunications (GET) est créé, qui regroupe l'INT et les écoles nationales supérieures des télécommunications (de Bretagne et Paris).
En 2009, le GET se renomme en Institut Télécom, et se dote d'une nouvelle politique de marques, qui fait disparaître l'appellation d'Institut National des Télécommunications au profit de deux écoles Télécom SudParis et Télécom Ecole de Management.
En 2012, avec le décret créant l'Institut Mines-Télécom, les deux écoles du campus acquièrent leur autonomie, à travers des Conseils d'écoles propres et des budgets distincts au sein de celui de l'Institut Mines-Télécom, notamment.

## Anciens élèves
- Éric Trappier, promotion 1983, président-directeur général de Dassault Aviation.

## Campus
Le campus de Télécom SudParis et de Institut Mines-Télécom Business School est situé dans la ville nouvelle d'Évry, à proximité de plusieurs laboratoires, publics ou privés (Génopole), d'universités et de grandes entreprises comme le Genopole, Arianespace, le CNES ou Snecma moteurs.

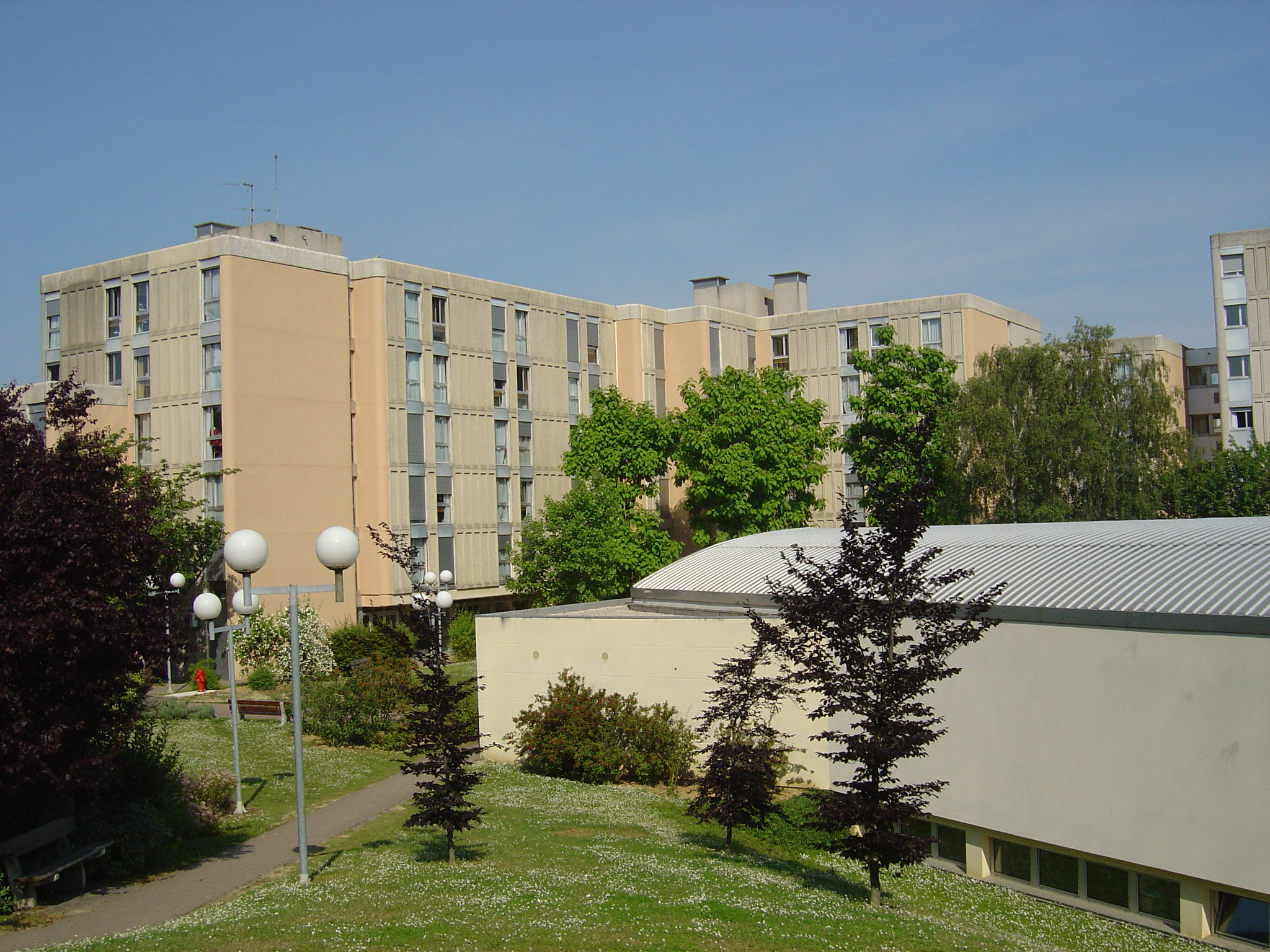
La maison des élèves (MAISEL).

Le campus s'organise autour de la MAISEL : la maison des élèves de Télécom SudParis et de Institut Mines-Télécom Business School. 

### Centre de recherche
Les départements d'enseignement et de recherche de Télécom SudParis et de Institut Mines-Télécom Business School (164 enseignants chercheurs) :

### Associations étudiantes
Les clubs et associations sont communs aux étudiants des écoles Télécom SudParis et Institut Mines-Télécom Business School. Il existe de nombreuses associations au sein des deux écoles du campus d'Évry.